# AFL - Division II 2018
La AFL Division II 2018 è stata la 15ª edizione del campionato di football americano di terzo livello, organizzato dalla AFBÖ.

## Squadre partecipanti
| Club                  | Città       | Stadio | Sponsor ufficiale | Risultato nella stagione 2017 |
| --------------------- | ----------- | ------ | ----------------- | ----------------------------- |
| AFC Rangers Mödling 2 | Mödling     |        |                   |                               |
| Domžale Tigers        | Domžale     |        |                   |                               |
| Fürstenfeld Raptors   | Fürstenfeld |        |                   |                               |
| Graz Giants 2         | Graz        |        |                   |                               |
| Pannonia Eagles       | Baumgarten  |        |                   |                               |
| Salzburg Ducks        | Salisburgo  |        |                   |                               |
| Schwaz Hammers        | Schwaz      |        |                   |                               |
| Telfs Patriots        | Telfs       |        |                   |                               |
| Vienna Knights 2      | Vienna      |        |                   |                               |
| Vienna Warlords       | Vienna      |        |                   |                               |

## Stagione regolare

### Calendario

#### 1ª giornata
| 24 marzo 2018, ore 14:00 | Vienna Warlords | 42 – 19 (0-7 14-6 28-6 0-0) referto | AFC Rangers Mödling 2 |  |

| 25 marzo 2018, ore 14:00 | Domžale Tigers | 7 – 49 (7-14 0-8 0-20 0-7) referto | Salzburg Ducks |  |

| 25 marzo 2018, ore 15:00 | Graz Giants 2 | 37 – 6 (7-14 21-21 2-7 14-7) referto | Schwaz Hammers |  |

#### 2ª giornata
| 7 aprile 2018, ore 13:00 | Vienna Knights 2 | 20 – 44 (14-6 0-9 6-7 0-22) referto | Vienna Warlords |  |

| 7 aprile 2018, ore 16:00 | Telfs Patriots | 35 – 7 (14-0 14-7 7-0 0-0) referto | Domžale Tigers |  |

| 8 aprile 2018, ore 10:00 | AFC Rangers Mödling 2 | 0 – 14 (0-7 0-0 0-0 0-7) referto | Fürstenfeld Raptors |  |

| 8 aprile 2018, ore 15:00 | Salzburg Ducks | 32 – 33 (12-3 0-6 14-3 6-21) referto | Graz Giants 2 | (250 spett.) |

#### 3ª giornata
| 14 aprile 2018, ore 15:00 | Pannonia Eagles | 20 – 10 (6-10 14-0 0-0 0-0) referto | Vienna Knights 2 | (320 spett.) |

#### 4ª giornata
| 21 aprile 2018, ore 15:00 | Fürstenfeld Raptors | 19 – 13 (d.t.s.) (13-7 0-6 0-0 0-0 6-0) referto | Pannonia Eagles |  |

| 22 aprile 2018, ore 14:00 | AFC Rangers Mödling 2 | 32 – 14 (0-0 20-6 0-0 12-8) referto | Vienna Knights 2 |  |

| 22 aprile 2018, ore 14:00 | Schwaz Hammers | 7 – 35 (0-7 0-21 0-7 0-0) referto | Telfs Patriots | (400 spett.) |

| 22 aprile 2018, ore 15:00 | Graz Giants 2 | 22 – 7 (0-0 0-7 0-3 0-19) referto | Domžale Tigers |  |

#### 5ª giornata
| 28 aprile 2018, ore 14:00 | Vienna Warlords | 53 – 6 (6-6 33-0 7-0 7-0) referto | Fürstenfeld Raptors |  |

| 28 aprile 2018, ore 18:00 | Telfs Patriots | 41 – 0 (20-0 8-0 13-0 0-0) referto | Graz Giants 2 |  |

| 29 aprile 2018, ore 16:00 | Pannonia Eagles | 36 – 7 (7-0 13-0 10-0 6-7) referto | AFC Rangers Mödling 2 |  |

| 29 aprile 2018, ore 17:00 | Salzburg Ducks | 42 – 8 (14-0 14-0 7-0 7-8) referto | Schwaz Hammers |  |

#### 6ª giornata
| 12 maggio 2018, ore 18:00 | Vienna Knights 2 | 13 – 28 (7-0 0-14 6-7 0-7) referto | Pannonia Eagles |  |

| 12 maggio 2018, ore 18:00 | Telfs Patriots | 55 – 13 (13-0 21-13 7-0 14-0) referto | Salzburg Ducks | (400 spett.) |

| 13 maggio 2018, ore 14:00 | AFC Rangers Mödling 2 | 18 – 43 (6-0 6-22 6-7 0-14) referto | Vienna Warlords |  |

| 13 maggio 2018, ore 14:00 | Domžale Tigers | 40 – 23 (7-3 7-7 13-7 13-6) referto | Schwaz Hammers |  |

#### 7ª giornata
| 19 maggio 2018, ore 15:00 | Pannonia Eagles | 7 – 33 (0-3 7-7 0-9 0-14) referto | Vienna Warlords | (250 spett.) |

| 19 maggio 2018, ore 15:00 | Schwaz Hammers | 7 – 13 (7-0 0-10 0-0 0-3) referto | Salzburg Ducks |  |

| 20 maggio 2018, ore 15:00 | Vienna Knights 2 | 30 – 16 (7-7 0-2 15-7 8-0) referto | Fürstenfeld Raptors |  |

| 21 maggio 2018, ore 15:00 | Graz Giants 2 | 48 – 55 (20-14 0-12 7-8 21-21) referto | Telfs Patriots | (300 spett.) |

#### 8ª giornata
| 2 giugno 2018, ore 14:00 | Vienna Warlords | 55 – 8 (20-0 22-0 7-8 6-0) referto | Vienna Knights 2 |  |

| 2 giugno 2018, ore 15:00 | Schwaz Hammers | 27 – 29 (14-0 0-12 7-14 6-3) referto | Domžale Tigers |  |

| 3 giugno 2018, ore 14:00 | Salzburg Ducks | 14 – 49 (0-13 7-15 0-14 7-7) referto | Telfs Patriots |  |

#### 9ª giornata
| 9 giugno 2018, ore 17:00 | Fürstenfeld Raptors | 10 – 45 (7-0 0-24 3-14 0-7) referto | Vienna Warlords |  |

| 9 giugno 2018, ore 18:00 | Telfs Patriots | 50 – 7 (14-7 14-0 15-0 7-0) referto | Schwaz Hammers | (420 spett.) |

| 10 giugno 2018, ore 14:00 | AFC Rangers Mödling 2 | 18 – 21 (0-7 6-14 0-0 14-0) referto | Pannonia Eagles |  |

| 10 giugno 2018, ore 15:00 | Domžale Tigers | 20 – 6 (3-0 17-6 0-0 0-0) referto | Graz Giants 2 |  |

#### Recuperi 1
| 17 giugno 2018, ore 15:00 | Fürstenfeld Raptors | 28 – 26 (6-0 0-13 7-0 15-13) referto | AFC Rangers Mödling 2 |  |

#### 10ª giornata
| 23 giugno 2018, ore 15:00 | Pannonia Eagles | 20 – 3 (7-3 0-0 0-0 13-0) referto | Fürstenfeld Raptors | (260 spett.) |

| 23 giugno 2018, ore 15:00 | Domžale Tigers | 14 – 35 (0-14 7-14 7-7 0-0) referto | Telfs Patriots |  |

| 24 giugno 2018, ore 15:00 | Vienna Knights 2 | 12 – 36 (6-14 0-6 6-6 0-10) referto | AFC Rangers Mödling 2 |  |

| 24 giugno 2018, ore 15:00 | Graz Giants 2 | 28 – 20 (0-7 14-7 14-0 0-6) referto | Salzburg Ducks |  |

#### 11ª giornata
| 30 giugno 2018, ore 16:00 | Schwaz Hammers | 21 – 16 (0-3 7-0 7-6 7-7) referto | Graz Giants 2 |  |

| 30 giugno 2018, ore 17:00 | Fürstenfeld Raptors | 32 – 6 (7-0 22-0 0-0 3-6) referto | Vienna Knights 2 |  |

| 1º luglio 2018, ore 14:00 | Vienna Warlords | 28 – 21 (7-0 7-6 7-13 7-2) referto | Pannonia Eagles |  |

| 1º luglio 2018, ore 14:00 | Salzburg Ducks | 41 – 42 (0-7 14-21 13-14 14-0) referto | Domžale Tigers |  |

### Classifica
La classifica della regular season è la seguente:
- PCT = percentuale di vittorie, G = partite giocate, V = partite vinte,  P = partite perse, PF = punti fatti, PS = punti subiti

#### Conference A
| Pos. | Squadra               | PCT   | G | V | N | P | PF  | PS  |
| ---- | --------------------- | ----- | - | - | - | - | --- | --- |
| 1    | Vienna Warlords       | 1.000 | 8 | 8 | 0 | 0 | 343 | 109 |
| 2    | Pannonia Eagles       | .625  | 8 | 5 | 0 | 3 | 166 | 131 |
| 3    | Fürstenfeld Raptors   | .500  | 8 | 4 | 0 | 4 | 128 | 193 |
| 4    | AFC Rangers Mödling 2 | .250  | 8 | 2 | 0 | 6 | 156 | 210 |
| 5    | Vienna Knights 2      | .125  | 8 | 1 | 0 | 7 | 113 | 263 |

#### Conference B
| Pos. | Squadra        | PCT   | G | V | N | P | PF  | PS  |
| ---- | -------------- | ----- | - | - | - | - | --- | --- |
| 1    | Telfs Patriots | 1.000 | 8 | 8 | 0 | 0 | 355 | 110 |
| 2    | Graz Giants 2  | .500  | 8 | 4 | 0 | 4 | 190 | 202 |
| 3    | Domžale Tigers | .500  | 8 | 4 | 0 | 4 | 166 | 238 |
| 4    | Salzburg Ducks | .375  | 8 | 3 | 0 | 5 | 224 | 229 |
| 5    | Schwaz Hammers | .125  | 8 | 1 | 0 | 7 | 106 | 262 |

## Playoff

### Tabellone
|  | Semifinali | Semifinali      | Semifinali |                |    | XI Iron Bowl    | XI Iron Bowl | XI Iron Bowl |  |
|  |            |                 |            |                |    |                 |              |              |  |
|  | 1A         | Vienna Warlords | 16         |                |    |                 |              |              |  |
|  | 1A         | Vienna Warlords | 16         |                |    |                 |              |              |  |
|  | 2B         | Graz Giants 2   | 7          |                |    |                 |              |              |  |
|  | 2B         | Graz Giants 2   | 7          |                | 1A | Vienna Warlords | 12           |              |  |
|  |            |                 |            |                | 1A | Vienna Warlords | 12           |              |  |
|  |            |                 | 1B         | Telfs Patriots | 28 |                 |              |              |  |
|  | 2A         | Pannonia Eagles | 1B         | Telfs Patriots | 28 | 0               |              |              |  |
|  | 2A         | Pannonia Eagles |            |                |    |                 |              |              |  |
|  | 1B         | Telfs Patriots  | 42         |                |    |                 |              |              |  |

### Semifinali
| 14 luglio 2018, ore 15:00 | Vienna Warlords | 16 – 7 (0-7 7-0 3-0 6-0) referto | Graz Giants 2 |  |

| 14 luglio 2018, ore 18:00 | Telfs Patriots | 42 – 0 (14-0 14-0 7-0 7-0) referto | Pannonia Eagles |  |

### XI Iron Bowl
| 28 luglio 2018, ore 18:00 | Telfs Patriots | 28 – 12 (7-0 14-9 0-3 7-0) referto | Vienna Warlords |  |

## Verdetti
- Telfs Patriots Vincitori dell'AFL Division II 2018